# Glass-Steagall Act

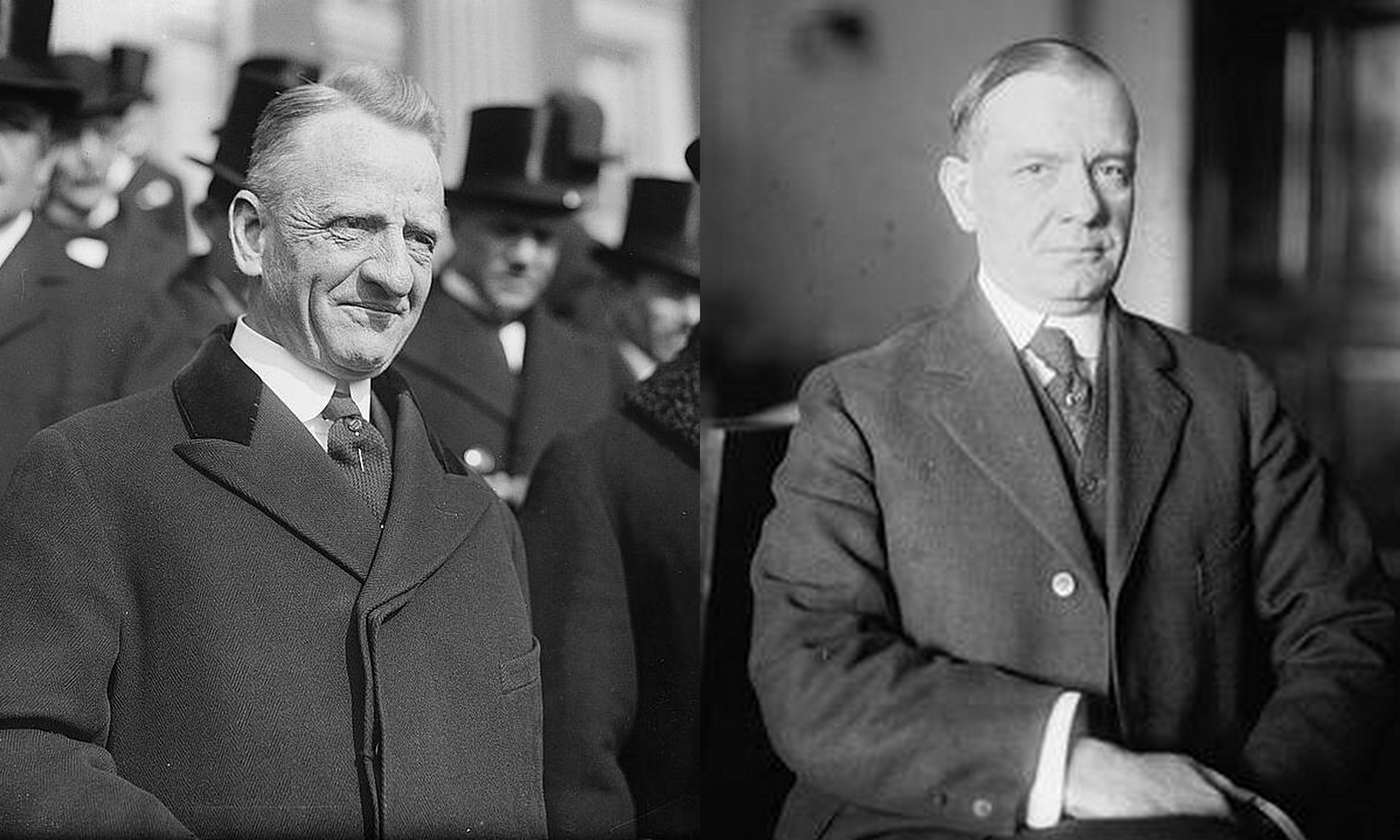
Senator Carter Glass und Henry B. Steagall (um 1933)

Der Glass-Steagall Act bezeichnet zwei Bundesgesetze der Vereinigten Staaten von Amerika, die der Bankenkrise im Rahmen der „Großen Depression“ entgegenwirken sollten. Namensgeber dieser amerikanischen Bundesgesetze waren Senator Carter Glass aus Virginia und der Kongressabgeordnete Henry B. Steagall aus Alabama, beide von der Demokratischen Partei. Das Gesetz sah für Banken eine strikte Trennung des Kreditgeschäfts mit Privatkunden vom Investmentbanking vor. Auf diese Weise sollte Interessenkonflikten vorgebeugt und sichergestellt werden, dass die Institute achtsam mit den Geldern ihrer Kunden umgehen.

## Der erste Glass-Steagall Act
Das erste Gesetz wurde am 27. Februar 1932 von Präsident Herbert Hoover erlassen und diente der Eindämmung der Deflation während der Großen Depression. 

## Der zweite Glass-Steagall Act
Das zweite, bedeutendere Gesetz, der Banking Act of 1933, wurde dem Repräsentantenhaus als H.R. 5661 durch Henry B. Steagall vorgelegt, vom U.S. House Committee on Banking and Currency gebilligt und am 16. Juni 1933 von Präsident Franklin D. Roosevelt als Gesetz unterschrieben. Der in Folge als Glass-Steagall Act bezeichnete Banking Act schrieb die Einführung eines Trennbankensystems vor, also eine institutionelle Trennung zwischen dem Einlagen- und Kreditgeschäft und dem Wertpapiergeschäft. Banken mussten sich insofern entscheiden, entweder als Geschäftsbank für das klassische Einlagen- und Kreditgeschäft sowie damit verbundene Dienstleistungen wie Kontoführung und Zahlungsverkehr (commercial banking) oder als Investmentbank für das Wertpapiergeschäft (investment banking) tätig zu sein.
Da die Banken während der Bankenkrise von 1929 bis 1933 durch die starke Integration und Vernetzung zwischen dem Investment- und Commercial-Banking massive Verluste sowohl auf der Wertpapierseite durch Kursstürze als auch auf der Kreditseite durch Kreditausfälle erlitten, sollte damals durch die Trennung sichergestellt werden, dass sich diese Ereignisse nicht wiederholen. Hauptziel des Glass-Steagall-Act war, insbesondere den sogenannten Eigenhandel der Geschäftsbanken zu unterbinden. Hierbei handelt es sich um den Handel mit Finanzinstrumenten (Geld, Wertpapiere, Devisen, Sorten, Edelmetalle oder Derivate), der im eigenen Namen sowie für eigene Rechnung der Bank erfolgt und nicht unmittelbar durch ein Kundengeschäft ausgelöst wird. Hinter der Trennung in Investmenttätigkeit und traditionelle Banktätigkeit stand die Überzeugung, die durch die damaligen historischen Ereignisse der Finanzkrise bestätigt schien, dass Geschäftsbanken nicht den Risiken des Investmentgeschäfts ausgesetzt sein dürften, da sie für die Einlagen der breiten Öffentlichkeit verantwortlich seien und über sie ein wesentlicher Teil der Geldpolitik und -steuerung durchgesetzt werde. Ferner sah der Glass-Steagall Act die Gründung der Federal Deposit Insurance Corporation (FDIC) vor, die amerikanische Form eines nationalen Einlagensicherungsfonds. Durch die FDIC konnten Banken erstmals ihren Kunden eine Einlagensicherung garantieren. Sinn dieser Maßnahmen war, neben dem Schutz von Einlegern, auch Vertrauen der Öffentlichkeit in das Bankensystem zu schaffen und gesunde Bankpraktiken zu fördern. Das Gesetz erleichterte zusätzlich die Refinanzierung der Banken durch die amerikanische Notenbank (FED).
Durch den Bank Holding Company Act von 1956 wurden die zuvor beschriebenen Beschränkungen bestätigt und ergänzt. Bankholdinggesellschaften wurde nur die Tätigkeit im commercial banking und damit „eng verbundenen“ Bereichen gestattet, vorhandene Beteiligungen waren zu entflechten. Das Wertpapiergeschäft wurde gerade als nicht mit dem Bankgeschäft eng verbunden angesehen. Der Erwerb von Beteiligungen an Investmentbanken war einer Bankholdinggesellschaft deshalb verwehrt. Ebenso waren Versicherungstätigkeiten, die nicht in unmittelbarem Zusammenhang mit Kreditgeschäften standen, nicht zulässig. 1956 wurde den Banken zusätzlich untersagt, Konkurrenten in anderen US-Bundesstaaten zu übernehmen.
Das zweite Glass-Steagall-Gesetz wurde mehrfach modifiziert und 1999 unter Präsident Bill Clinton mit dem Gramm-Leach-Bliley Act schließlich komplett aufgehoben. Auf diese Weise sollte die Wettbewerbsfähigkeit US-amerikanischer Geschäftsbanken gestärkt werden. Viele Kritiker sehen in der Abschaffung des Glass-Steagall-Gesetzes jedoch die Ursache für die Fehlentwicklung in der Finanzbranche, die letztlich zum Desaster im Herbst 2008, d. h. zum Untergang der Investmentbank Lehman Brothers, führte. Die Rücknahme von Glass-Steagall 1999 unter Clinton führte zu einer Fusionswelle und unter anderem zur Gründung der Citigroup.
Im Herbst 2008 erlebte das Glass-Steagall-Gesetz auf dem Höhepunkt der damaligen Finanzkrise eine Wiederbelebung: Die US-Investment-Banken wurden zunächst gezwungen, sich in Geschäftsbanken zu verwandeln. Das bedeutete eine strengere Aufsicht, aber auch wiederum besseren Zugang zur Refinanzierung durch die FED. Glass-Steagall war vor allem bei Progressiven populär, doch der damalige Präsident Barack Obama verzichtete bei seiner großen Wall-Street-Reform von 2010 darauf, das Gesetz wieder in Kraft zu setzen.
Im Verlauf des Wahlkampfes für die Präsidentschaftswahl in den Vereinigten Staaten 2016 erklärte das Wahlkampfteam des Kandidaten der Republikanischen Partei, Donald Trump, dass sie eine Wiederherstellung eines zweiten Glass-Steagall Acts anstreben würden. Gary Cohn, der frühere CEO der Investmentbank Goldman Sachs, und nach der Wahl Trumps zum Präsidenten zeitweise oberster Wirtschaftsberater, sprach sich vor Kongressabgeordneten für die Wiedereinführung des Trennbankengesetzes aus.